# Martin Schück
Martin Schück, född 1 maj 1819 i Stockholm, död där 6 januari 1872, var en svensk skolman och författare.
Martin Schück var son till Heymann Schück. Han blev student vid Uppsala universitet 1833 och filosofie doktor där 1842. 1843–1856 ägnade han sig främst åt författarskap och lärarverksamhet vid Mosaiska församlingens gosskola. Han innehade därefter under några år en bokhandel i Stockholm men övergick 1859 till att som lärare arbeta vid den av Per Siljeström inrättade "lärokursen för fruntimmer" som 1861 övertogs av staten och ombildades till Seminarium för bildande af lärarinnor. Schück kvarstod några år som lärare där och var dessutom till 1870 styrelsens sekreterare och kamrer. Redan 1864 inrättade han dock en egen flickskola i Stockholm, Nya elementarskolan för flickor. Till denna knöts en förberedande lärokurs till lärarinneseminariet och telegrafverket. Som föreståndare för skolan gjorde han en pionjärinsats för flickors undervisning. Schück utgav flera mycket använda läroböcker, däribland Praktisk lärobok i tyska språket (1851), Ordbok öfver främmande och oegentligt begagnade ord i svenska språket (1854–1855) samt Hur skall man tala och skrifva rätt? (1856). Dessutom redigerade han Konversations- och universallexikon (1857–1866) samt läseboken Vårt land och folk (1-3, 1862–1867) och utgav den litterära tidskriften Samtiden 1859–1860. Schück gjorde även en mängd översättningar, bland annat av Molière.
Martin Schück var från 1844 gift med pianisten Rebecca Wilhelmina Schück, född Josephson och var far till Henrik Schück.